# زانکت آندرا هوش
زانکت آندرا هوش (به آلمانی: Sankt Andrä-Höch) یک منطقهٔ مسکونی در اتریش است که در لیبنیتس واقع شده‌است. زانکت آندرا هوش ۲۰٫۶ کیلومتر مربع مساحت دارد ۳۱۸–۶۷۱ متر بالاتر از سطح دریا واقع شده‌است.